# José Gorostiza
José Gorostiza (Villahermosa, Tabasco 10 de novembro de 1901 – Cidade do México, 16 de março de 1973) foi um poeta e embaixador mexicano. Ao serviço do Estado mexicano durante a maioria da sua vida em vários cargos governamentais ou diplomáticos, fez também parte do grupo da revista literária Contemporáneos (1928-1931) e foi eleito membro da Academia Mexicana da Língua em 1954.

## Obras
- Canciones para cantar en las barcas (1925)
- Muerte sin fin (1939)

As seguintes são antologias das suas obras, mas não livros que por si publicados:
- Poesía (1964)
- Prosa (1969)
- Teatro: Ventana a la calle (1924)